# 포에버21

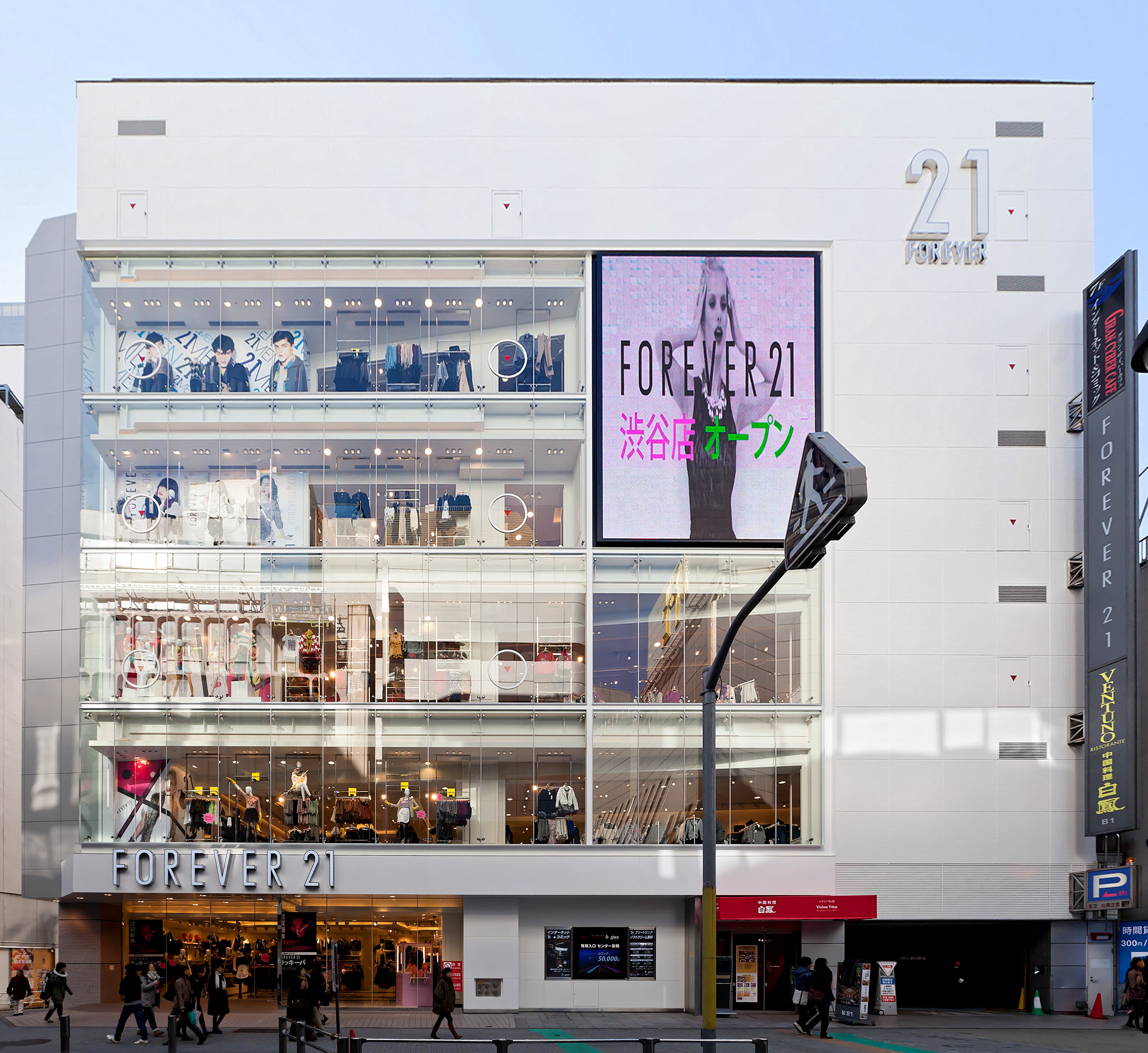
포에버21 시부야점 (2011년 촬영)

포에버21(Forever 21)은 미국 캘리포니아주 로스앤젤레스에 본사를 둔 패션 체인 기업이다. 10개국에 700개의 점포를 두고 있다.

## 역사
장도원 · 장진숙 부부는 1981년 미국으로 이주해 여러 일을 하다가 1984년 의류업인 패션 21을 창업하였다.
2011년 기준으로 포에버21은 미국을 비롯해 영국, 캐나다, 일본 등 전 세계에서 700여개 매장을 운영하고 있다. 서울에도 명동과 홍대입구에 매장이 있다.
2019년 9월 29일 미국에 파산법 11조에 따른 파산보호 신청을 하였다. 미국 내 178개 매장을 비롯해 300개 이상의 매장을 폐업할 것이라고 밝혔다.
협력업체들이 납품대금을 지급받지 못하여 시위를 한 적이 있다.

## 같이 보기
- 자버 마켓(Jobber Market)